# Nathan David Perlman

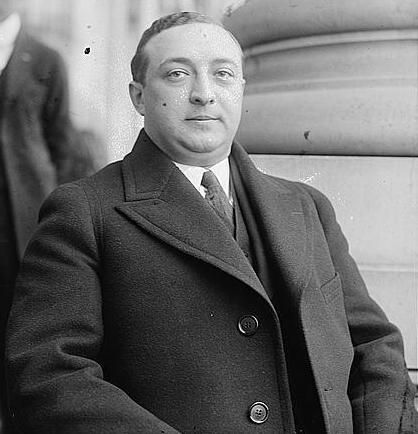
Nathan David Perlman, 1920

Nathan David Perlman (* 2. August 1887 in Polen; † 29. Juni 1952 in New York City) war ein US-amerikanischer Jurist und Politiker. Zwischen 1920 und 1927 vertrat er den Bundesstaat New York im US-Repräsentantenhaus.

## Werdegang
Nathan David Perlman und seine Mutter wanderten 1891 in die Vereinigten Staaten ein und ließen sich in New York City nieder. Dort besuchte er öffentliche Schulen und das College of the City of New York (heute New York University). 1907 graduierte er an der New York University Law School. Seine Zulassung als Anwalt erhielt er 1909 und begann dann in New York City zu praktizieren. Zwischen 1912 und 1914 war er Special Deputy Attorney General von New York. Er saß zwischen 1915 und 1917 in der New York State Assembly, wo er als Nachfolger von William Sulzer den 6. Distrikt des Staates vertrat. Politisch gehörte er der Republikanischen Partei an.
Er wurde in einer Nachwahl am 2. November 1920 im 14. Wahlbezirk von New York in das US-Repräsentantenhaus in Washington, D.C. gewählt, um dort die Vakanz zu füllen, die durch den Rücktritt von Fiorello La Guardia entstanden war. Bei den regulären Kongresswahlen des Jahres 1920 wurde er in den folgenden 67. Kongress gewählt. Er wurde zwei Mal in Folge bestätigt. Im Jahr 1926 erlitt er bei seiner Wiederwahlkandidatur für den 70. Kongress eine Niederlage und schied nach dem 3. März 1927 aus dem Kongress aus.
Nach seiner Kongresszeit ging Perlman wieder seiner Tätigkeit als Anwalt nach. Er nahm als Delegierter an der New York State Convention für die Aufhebung der Prohibition teil. Am 1. Mai 1935 wurde er Magistrat in New York City – eine Stellung, die er bis zum 1. September 1936 innehatte. Er wurde am 26. November 1936 zum Richter am Court of Special Sessions in New York City ernannt.  Am 1. Juli 1945 wurde er erneut ernannt und hielt diese Stellung bis zu seinem Tod in New York City. Er verstarb am 29. Juni 1952 und wurde auf dem Mount Hebron Cemetery im Queens County beigesetzt.